# Hidehiko Shimizu
Hidehiko Shimizu (født 4. november 1954) er en tidligere japansk fodboldspiller og træner.
Han har spillet for flere forskellige klubber i sin karriere, herunder Nissan Motors.
Han har tidligere trænet Yokohama Marinos, Avispa Fukuoka, Kyoto Purple Sanga og Vegalta Sendai.